# Universidad de Troy
La Universidad de Troy (oficialmente en inglés: Troy University) es una universidad pública estadounidense con sede en Troy, Alabama. Fue fundada en 1887 como Troy State Normal School dentro de la Universidad Estatal de Alabama. Acreditada por la Asociación Sureña de Colegios y Escuelas de la Comisión de Universidades (SACS) puede otorgar títulos de licenciatura, maestría, especialista en educación y doctorado.
En agosto de 2005, los campus denominados Troy State University, Montgomery; Troy State University, Phenix City; Troy State University, Dothan; y Troy State University (Campus Principal) todos se unieron bajo una misma acreditación para convertirse en la Universidad de Troy. La fusión combinó personal, centros y administradores en una sola universidad. En la actualidad, la universidad sirve a las necesidades educativas de los estudiantes en cuatro campus de Alabama, con 60 centros de enseñanza. La Universidad de Troy tiene unos 30.000 alumnos.

## Historia
Troy University es una universidad pública con su campus principal ubicado en Troy, Alabama. Fue fundada como una escuela normal en 1887 con la misión de educar y formar a los nuevos maestros. Con el tiempo, la escuela pasó a una universidad de cuatro años y en 1957 la Alabama de la Junta de Educación adoptó el nombre de "Troy State College" y le concedió el derecho a emitir títulos de maestría. En la década de 1960, el Colegio abrió sus puertas satélite sitios en Montgomery, en la Ciudad de Phenix, y Dothan a servir el personal militar publicado en Maxwell AFB, Fort Benning y Fort Rucker. Más sitios asociados con los militares, los centros ubicados en todo Estados Unidos y en el extranjero seguido en las décadas posteriores. Como un líder en la educación en línea, la Universidad de Troy comenzó a ofrecer cursos en línea en el semestre de otoño de 1997. La Universidad de Troy es conocida por su innovación en la oferta en clase y en línea de los programas académicos en la prestación de servicios tradicionales, no tradicionales, militares y estudiantes. En la primavera de 2018, de la Universidad de Troy estaba en el puesto #19 entre los "Más Escuelas Innovadoras" en Noticias ESTADOUNIDENSES e Informe Mundial anual de la evaluación de los compañeros de la encuesta. El campus principal de la inscripción como de la caída de 2016, es 7,911 los estudiantes. El campus consta de 36 de los edificios principales de 650 acres (1.9 km²), además de los adyacentes de la Universidad de Troy Arboretum.

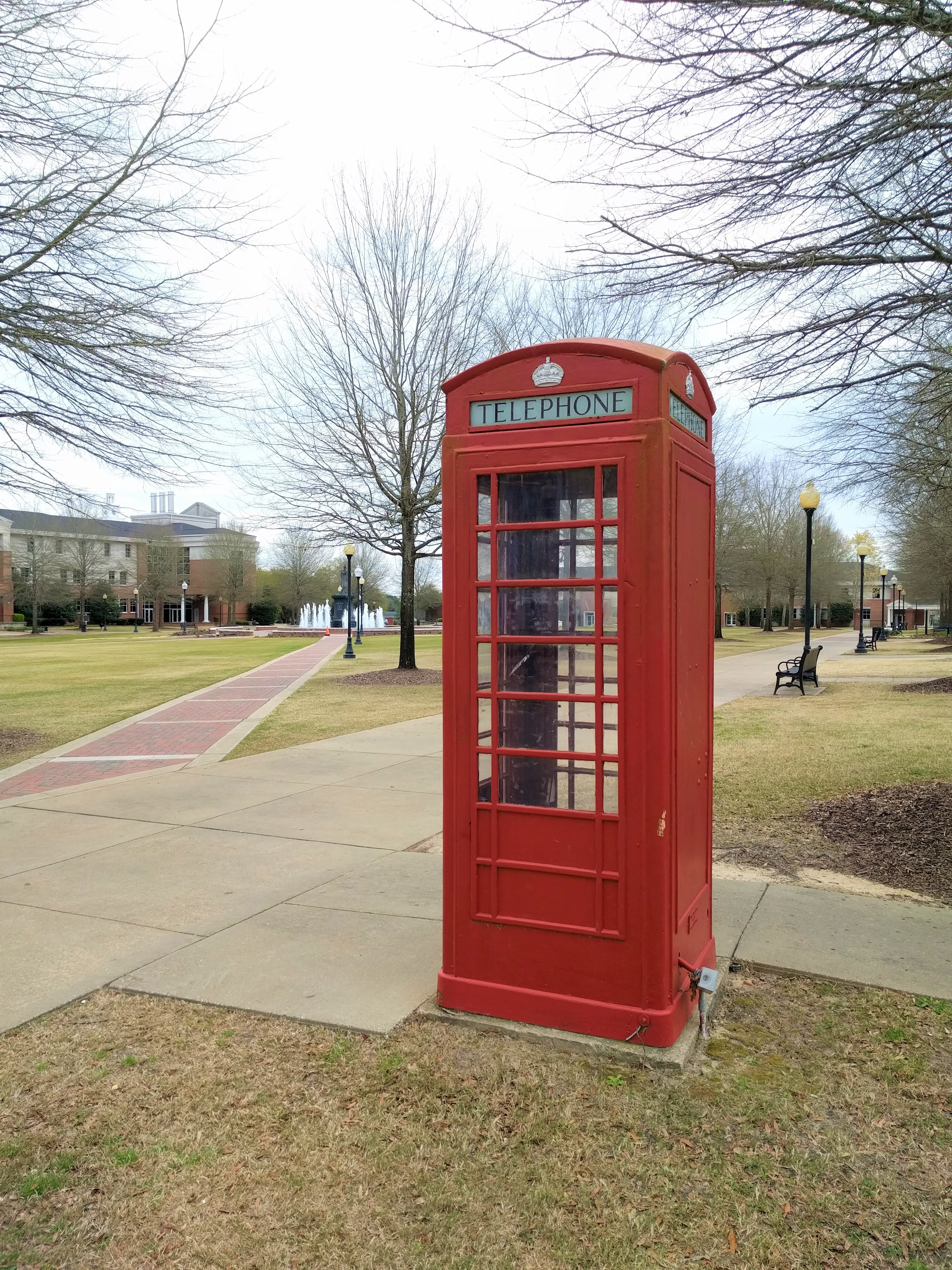
La antigua cabina telefónica en la Universidad de Troy

Al menos tres destacadas figuras políticas, se han asociado con la Universidad de Troy. George Wallace, Jr., hijo del difunto Gobernador George C. Wallace, es un exadministrador de la universidad. Max Rafferty, el California Superintendente de Instrucción Pública, de 1963 a 1971, fue decano del departamento de educación de 1971 hasta su muerte en 1982. El exgobernador John Malcolm Patterson, un intra-partido rival de George Wallace, enseñó historia de los estados UNIDOS en la institución durante la década de 1980.

### Cambio de nombre
El 16 de abril de 2004, la Junta directiva votó para cambiar el nombre de la institución de Troy State University a la Universidad de Troy. La transición hacia el nuevo nombre fue completado en agosto de 2005 y fue el quinto en la historia de la escuela. Cuando creada por la Legislatura de Alabama en 26 de febrero de 1887, fue nombrado oficialmente el Troy Escuela Normal del Estado. La escuela se encuentra en el centro de Troya hasta trasladarse a su actual ubicación en la Avenida Universidad, en 1930. En 1929, el nombre fue cambiado a Troy State teachers College de la universidad y posteriormente conferido su primer título de bachillerato en 1931. En 1957, la legislatura votó para cambiar el nombre a Troy State College y a permitir que comience un programa de maestría. El nombre fue cambiado una vez de nuevo en 1967 a Troy State University.

## Académicos

### Estructura
La Universidad de Troy de forma acumulativa, que cuenta con 46 programas de licenciatura, 22 programas de maestría y 3 de doctorado.

### Escuelas/Colegios

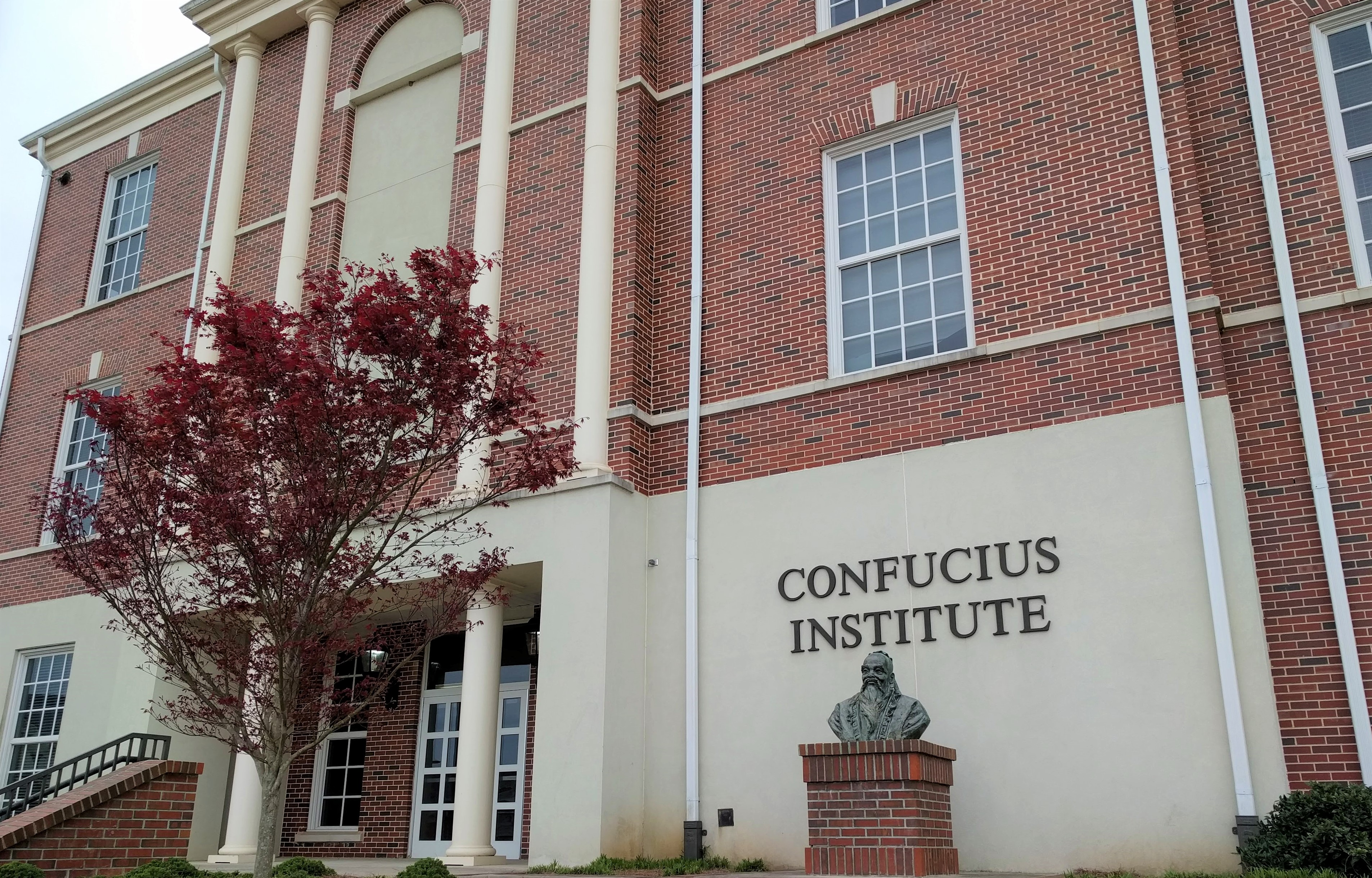
El Instituto Confucio en la universidad.

La universidad se compone de cinco colegios, una escuela de posgrado, y una división de los estudios generales:
- College of Arts & Sciences
- College of Communications & Fine Arts
- College of Education
- College of Health & Human Services
- The Sorrell College of Business
- The Graduate School
- The Division of General Studies

### Instituto Confucio

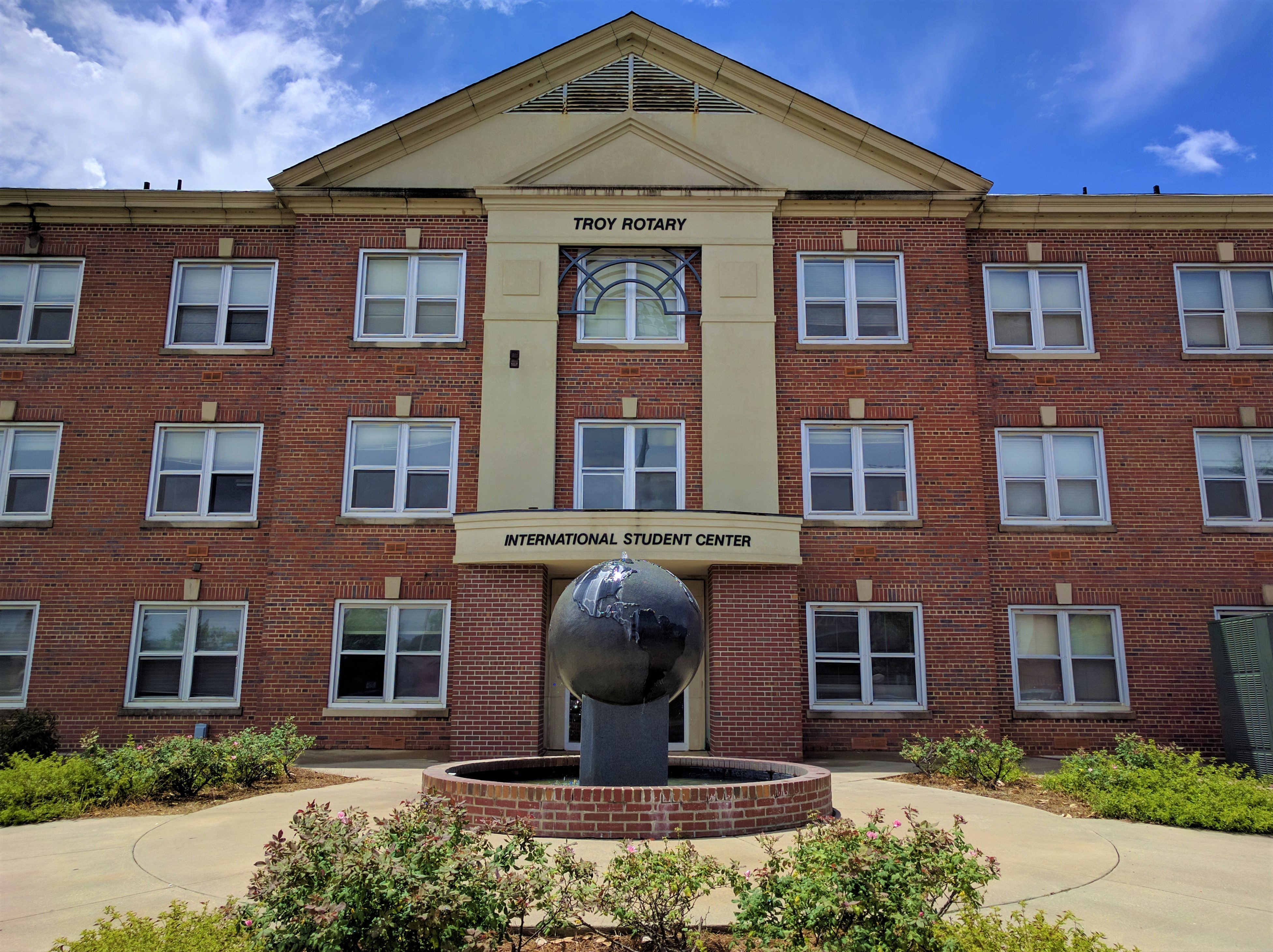
Vista del Centro Internacional de Estudiantes.

Establecido en 2007, el Instituto Confucio en la Universidad de Troy es una institución pública afiliada con el Ministerio de Educación de China y es el encargado de poner a la gente de Alabama conocimiento de China que va a servir al estado en las áreas de negocios, educación, culturales, y de los intereses públicos en todo el estado de Alabama. El instituto también ofrece conferencias sobre la cultura China y de idiomas, campamentos de verano para estudiantes de secundaria, de consulta para el desarrollo económico y la promoción de los Chinos en los programas de extensión. La Universidad de Troy fue la primera universidad de Alabama para abrir un Instituto Confucio.